# Kamirampfizi
Kamirampfizi är ett vattendrag i Burundi.   Det ligger i provinsen Kayanza, i den nordvästra delen av landet, 60 kilometer nordost om huvudstaden Bujumbura.
Omgivningarna runt Kamirampfizi är en mosaik av jordbruksmark och naturlig växtlighet. Runt Kamirampfizi är det tätbefolkat, med 397 invånare per kvadratkilometer.